# Dino D'Alessi
Dino D'Alessi (Paese, 2 maggio 1942) è un allenatore di calcio ed ex calciatore italiano.

## Carriera

### Giocatore
Cresciuto nelle giovanili del Venezia, debutta nella massima serie con la squadra lagunare nel 1961-62 nella sconfitta esterna contro il Milan per 1-0 dell'11 febbraio 1962. Viene ceduto in prestito al Mestre, allora denominato Mestrina in Serie C, per tornare pienamente maturato dopo due stagioni in neroverde.
È tra i protagonisti della promozione in A del 1965-1966, e l'anno successivo viene ceduto al Brescia. Indossa per quattro stagioni la maglia delle rondinelle disimpegnandosi come centrocampista di regia.
Raggiunge l'apice della sua carriera militando per due anni nella Fiorentina. Perse una finale di Coppa Mitropa.
In seguito disputa due campionati nella Triestina, e due nell'Udinese prima di concludere la carriera nel Monfalcone in Serie D svolgendo la doppia mansione di giocatore-allenatore.
In carriera ha totalizzato complessivamente 98 presenze e 4 reti in Serie A e 86 presenze e 5 reti in Serie B; alla fine della stagione 1967-1968 fu ceduto in prestito al Milan dal Brescia; con la squadra rossonera disputò due amichevoli contro il Celtic, la gara del 26 maggio 1968 terminata con un pareggio per Celtic 1-1 e quella del 2 giugno 1968 vinta dagli scozzesi per 2-0 .
Nel 1968 nel periodo tra maggio e giugno fu ceduto in prestito al Milan per partecipare alla tournée estiva. Scese in campo in due occasioni con la maglia rossonera e in entrambe le occasioni giocò contro il Celtic. Giocò il 26 maggio 1968 nel pareggio per (1-1) e il 2 giugno 1968 nella sconfitta per (2-0).

### Allenatore
Appese le scarpe al chiodo, diventa allenatore a tempo pieno, esercitando la professione in massima parte nelle serie minori in formazione del Triveneto, con un'unica esperienza ad alto livello con l'Udinese in Serie A nella stagione 1979-1980, in cui si aggiudica la Mitropa Cup. In seguito ha allenato il Mira subentrando a stagione 1982-1983 iniziata, quindi la Pro Vercelli, in un periodo in cui la proprietà della squadra era sul punto di essere ceduta ad una diversa cordata d'imprenditori.

## Palmarès

### Allenatore

#### Competizioni internazionali
- Coppa Mitropa: 1

Udinese: 1979-1980